# Cartes du Ciel
Cartes du Ciel (česky Mapy oblohy) je open source planetárium pro Windows a Linux v mnoha jazycích, včetně češtiny, vykreslují mapy hvězdné oblohy. Cartes du Ciel má mnoho doplňujících katalogů a rejstříků, např. katalog Hipparcos obsahující 118 000 hvězd do magnitudy 8,5 nebo katalog PGC2002 obsahující 1,1 miliónu galaxií. V angličtině je používán název Skychart.